# ダイヤ・インフェルノ
ダイヤ・インフェルノはレスラー。
正体は吉岡勇紀であった。

## 来歴
2020年10月7日の東京・後楽園ホール大会の吉田隆司VSドラゴン・ダイヤの試合中に乱入し、試合後にダイヤのマスクを剥がすと言う暴挙を行い、そのままR・E・Dの新メンバーとなった。
11月15日の神戸ワールド記念ホール大会で、因縁のドラゴン・ダイヤとシングルを戦うもまたしても、ダイヤのマスクを剥がし、不透明決着となった。
2021年3月6日の大阪府立体育会館第二競技場大会で初のオープン・ザ・トライアングルゲートに挑戦するも、敗れる。
2022年1月11日の後楽園ホール大会にて自らマスクを外し、吉岡勇紀であることを明かした。
2022年1月12日、後楽園ホール大会にてドラゴン・ダイヤとともにオープン・ザ・ツインゲート王座を奪取。

## 得意技
- インフェルノ
- バック・クラッカー
- コードブレイカー